# Aly Pepping
Aly Pepping (Borger, 1954) is een Nederlands grafisch ontwerpster.

## Biografie

### Jeugd en opleiding
Aly werd geboren in Borger. bij haar geboorte had ze een patella luxatie aan haar beide knieën waardoor ze een knieprothese heeft. Ze volgde het gymnasium aan het Gemeentelijk Lyceum in Kampen. Hierna bezocht ze de Rijksuniversiteit in Groningen waar ze andragologie studeerde. Vervolgens studeerde zij aldaar nog grafische vormgeving aan de Academie Minerva.

### Loopbaan
Pepping is sinds 1990 werkzaam als grafisch ontwerpster. Ze maakt onder meer ontwerpen voor kranten en tijdschriften zoals De Riepe, Barbie en Ken, boekomslagen van Noordhoff Documentatiecentrum en de VPRO-gidsen. Ook maakt ze ontwerpen voor folders, brochures, affiches, ansichtkaarten en kerstkaarten. Ze heeft haar eigen ontwerpbureau in Thesinge.

## Publicatie
- (2007) Stilstaan bij een nieuwe knie